# 拉瓦勒站
拉瓦勒站是法国的一个铁路车站，位于法国西北部城市，马耶讷省省会拉瓦勒。

## 位置
拉瓦勒站位于拉瓦勒市区的东北部。车站大致呈东西走向，正门开口朝南，车站东侧有一处天桥可连接车站的北侧。

## 车站历史
拉瓦勒站最初建于1855年，是巴黎—布雷斯特铁路线上的重要一站。车站于1985年进行了首次翻新，2007年再次进行了改造，并添加了地下停车场等设施。

## 停靠线路
以下列车线路在拉瓦勒站停靠：
| 拉瓦勒站列车线路表            |              |                               |                                 |              |
| 线路                          | 车种         | 上一站                        | 下一站                          | 大致运行频率 |
| 巴黎—雷恩/圣马洛              | TGV          | 勒芒                          | 维特雷/雷恩                     | 每天6趟左右  |
| 巴黎—圣布里厄/朗尼永/布雷斯特 | TGV          | 勒芒                          | 维特雷/雷恩                     | 每天3趟左右  |
| 巴黎—洛里昂/坎佩尔            | TGV          | 勒芒                          | 雷恩                            | 每天2趟左右  |
| 里尔—雷恩/洛里昂              | TGV          | 勒芒                          | 雷恩                            | 每天1~2趟    |
| 斯特拉斯堡—雷恩               | TGV          | 勒芒                          | 雷恩                            | 每天1趟      |
| 马赛—雷恩                     | TGV          | 勒芒                          | 雷恩                            | 每天1~2趟    |
| 蒙彼利埃—雷恩                 | TGV          | 勒芒                          | 雷恩                            | 每天1趟      |
| 勒芒—拉瓦勒—雷恩              | 法国大区列车 | 埃弗隆/蒙叙/路维尔奈/（起点） | （终点）/勒热内/波布里耶/维特雷 | 每天8趟左右  |
| 1.                            |              |                               |                                 |              |

## 配套交通

### 城际客运
拉瓦勒站对应的大巴车上下车地点位于车站门口。
| 停靠拉瓦勒站的大巴车 |                         |                                                                                           |
| 上下车地点           | 运营单位                | 主要目的地                                                                                |
| 拉瓦勒站门口         | 马耶讷省城际客运 Pégase | 沙托布里昂、沙托贡蒂耶、马耶讷、昂热、圣叙藏、埃尔内埃、圣皮耶尔德朗德                    |
| 拉瓦勒站门口         | SNCF                    | 南特、昂热、富热尔 （当某条铁路线施工或罢工时，SNCF可能会提供途径该线路沿途站点的大巴车） |
| 1. 2. 3.             |                         |                                                                                           |

### 市内交通
| 拉瓦勒站附近的公交线路 |              |               |
| 公交车站名称           | 位置         | 停靠线路      |
| Gare SNCF              | 拉瓦勒站门口 | B线、E线、G线 |
| 1.                     |              |               |

## 临近车站
| 拉瓦勒站（Gare de Laval）                                      |                    |                                                              |
| 上行车站                                                       | 线路               | 下行车站                                                     |
| 路维尔奈站←（正线）↖ 高铁大西洋线二期（巴黎方向）←（联络线）↙⇐ | 巴黎－布雷斯特铁路 | ⇒↗（联络线）→高铁大西洋线二期（雷恩方向） ↘（正线）→勒热内站 |
| - 注：黄色字体为尚未投入使用的路段                             |                    |                                                              |